# Cornelis Carel Braggaar

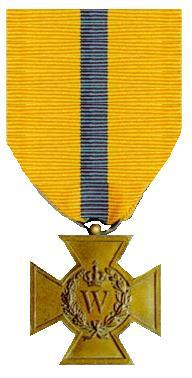

Cornelis Carel Braggaar (Amsterdam, 23 september 1913 - Mauthausen, 6 september 1944) was Engelandvaarder.
Braggaar was SOE-agent. Tijdens de training gebruikte hij de naam Jan van Brakel. Hij werd op 16 februari 1943 met een radioset gedropt, hij kwam terecht in het IJsselmeer in de buurt van Hoorn en werd meteen gearresteerd. Zijn opdracht was contact op te nemen met de Inlichtingendienst aangezien Roel Jongelie, die bij Rolde gedropt was, vermist werd. Beiden waren slachtoffer van het Englandspiel.
Hij werd in Mauthausen geëxecuteerd samen met onder meer Gerard John van Hemert, met wiens zuster hij verloofd was. Postuum werd Braggaar in 1953 het Bronzen Kruis toegekend.